# Sherman Silver Purchase Act
Le Sherman Silver Purchase Act est une loi fédérale votée par le congrès des États-Unis en 1890, à l'initiative du président Grover Cleveland, pour tenter de relancer l'économie quitte à générer un peu d'inflation et enrayer la dépréciation des cours de l'argent-métal.

## Histoire
La production américaine d'argent-métal avait inondé le marché mondial en raison de l'ouverture de multiples petites mines artisanales un peu partout dans l'Ouest américain. Dans le sillage des réglementations favorisant la Conquête de l'Ouest, comme la Specie Circular, le gouvernement s'était en effet engagé à la Libre frappe de la monnaie, principe consistant à racheter son argent-métal à quiconque en rapportait dans un hôtel des monnaies, en lui donnant en échange le poids équivalent sous forme de pièces de monnaie.
Du coup, le métal était devenu très abondant et sa valeur avait fortement baissé: de nombreuses pièces d'argent valaient en réalité, de par leur poids en métal, beaucoup moins cher que leur valeur officielle. Par cette loi, le congrès des États-Unis voulait en limiter la frappe, mais en même temps montrer qu'il exigeait du gouvernement qu'il achète plus d'argent.
Le congrès des États-Unis a voté la même année une loi instituant des tarifs douaniers protecteurs, le McKinley Act, qui eut pour conséquence une poussée inflationniste et une croissance plus forte. Finalement, la combinaison de ces deux lois engendra suffisamment d’inflation pour contribuer à la Panique de 1893.
Le Sherman Silver Purchase Act a été voté pour relancer la croissance, par égard pour les fermiers de l'ouest, très endettés à la suite de nombreuses sécheresses, et les propriétaires de mines. Il s'inscrit dans la continuité du Bland-Allison Act de 1878, qui obligeait le Trésor américain à acheter chaque mois pour 2 millions de dollars d'argent métal destinés à la frappe de monnaie. Avec le Sherman Silver Purchase Act, l'obligation n'est plus libellée en dollars, mais en volume: le gouvernement doit acheter 4,5 millions d’onces d’argent tous les mois. En échange, il donne des billets échangeables au choix contre de l’argent ou de l’or. Beaucoup d'investisseurs en profitèrent pour échanger de l'argent contre de l’or ce qui entraîna une forte diminution des réserves du gouvernement. Le président Grover Cleveland dut annuler la loi pour éviter un épuisement complet des réserves d’or de l'État.